# SAR-Klasse NGG 11
Die Fahrzeuge der Klasse NGG 11 waren die ersten Garratt-Lokomotiven der South African Railways (SAR). Es waren Schmalspur-Lokomotiven für 610 mm Spurweite. Die Klassenbezeichnung NGG 11 (Narrow Gauge Garratt) setzte die mit steifrahmigen Lokomotiven (Klassen NG 1 bis NG 10) begonnene Nummernreihe fort.

## Geschichte
Die ersten drei Lokomotiven waren zusammen mit den Kapspur-Garratts der Klassen GA und GB bereits 1914 bestellt worden. Durch den Ersten Weltkrieg verzögerte sich die Lieferung aber bis 1919, wobei die Schmalspurlokomotiven als erste in Dienst gingen und damit die später größte Garratt-Flotte der Welt begründeten.

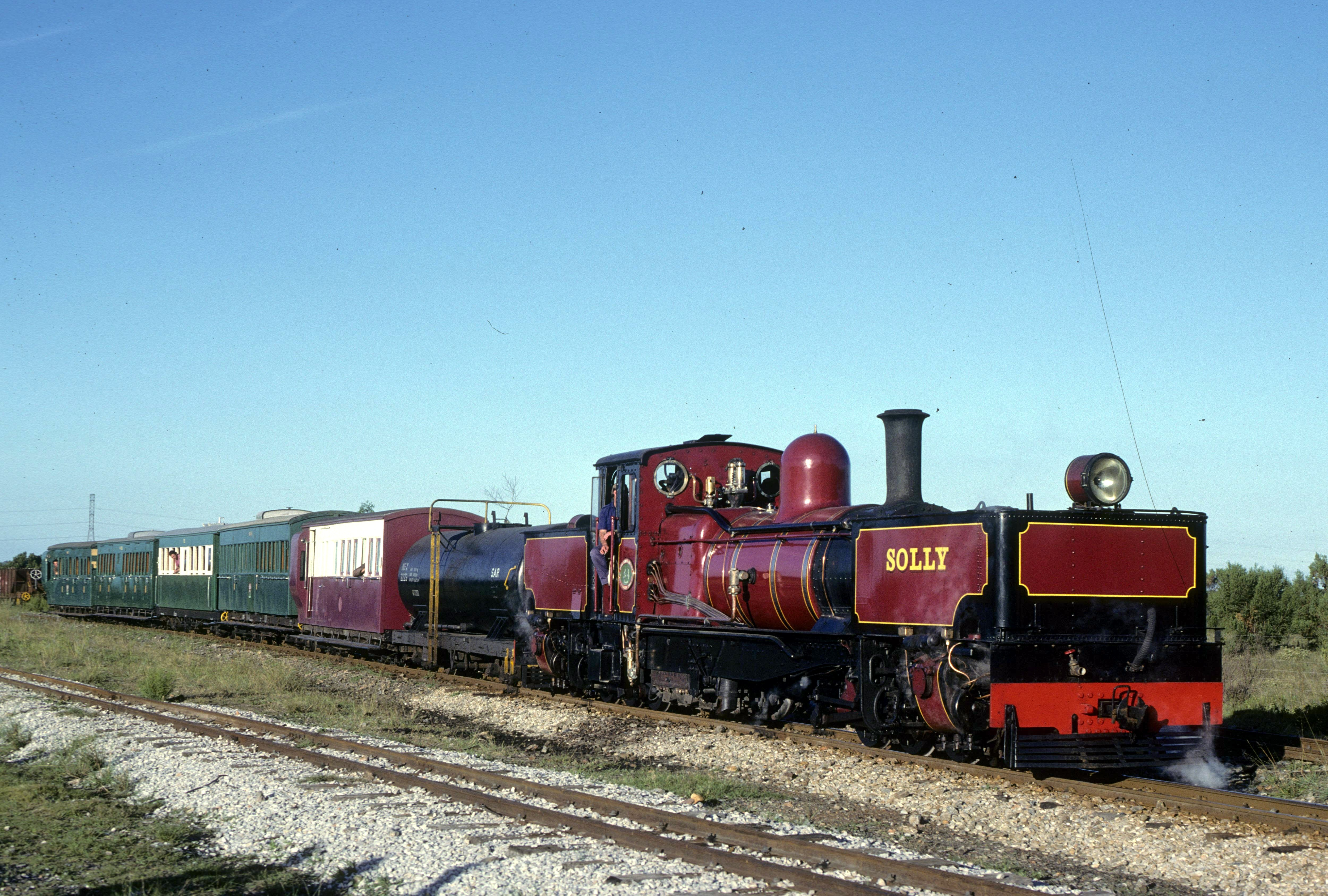
NGG11 54 mit dem Apple Express (1990)

Die Maschinen hatten als einzige südafrikanische Garratts noch keine Überhitzer und waren mit Flachschiebern ausgestattet. Sie bewährten sich, so dass 1925 zwei weitere Exemplare beschafft wurden, diesmal allerdings mit Kolbenschiebern und Überhitzer, wodurch sich auch das Gewicht erhöhte (in Klammern stehende Daten in nebenstehender Tabelle).
Zwei der drei Naßdampflokomotiven wurden Anfang der 1960er Jahre verschrottet. Die dritte (NG 52) wurde an eine Platinmine verkauft, wo sie noch bis 1970 zumindest gelegentlich im Einsatz war. Sie gehörte zunächst zum Bestand des South African National Railway and Steam Museum in Krugersdorp. Sie wurde an die Sandstone Estates verkauft und bis 2017 betriebsfähig aufgearbeitet.
Die Heißdampflokomotiven NG 54 und 55 waren bis in die 1970er Jahre im Einsatz. Beide sind erhalten geblieben. Die NG 54 wurde in den 1980ern reaktiviert und stand für einige Jahre auf der Avontuur Railway vor Touristenzügen im Einsatz, danach als Denkmallok in Port Elizabeth. Sie wurde inzwischen ebenfalls bei den Sandstone Estates gesichert hinterstellt. Die NG 55 der Schmalspurbahn Estcourt–Weenen stand lange in Weenen, wurde dann restauriert und befindet sich heute bei der Museumsbahn Patons Country Narrow Gauge Railway.

## Modelle
Der tschechische Modellbahnhersteller ETS fertigt Modelle der Lokomotive 51 in Nenngröße 0.